# Guadalupiano
| Periodo                                                                                    | Epoca               | Piano          | Età (Ma)      |
| ------------------------------------------------------------------------------------------ | ------------------- | -------------- | ------------- |
| Triassico                                                                                  | Triassico inferiore | Induano        | Più recente   |
| Permiano                                                                                   | Lopingiano          | Changhsingiano | 254,14 ± 0,07 |
| Permiano                                                                                   | Lopingiano          | Wuchiapingiano | 259,51 ± 0,21 |
| Permiano                                                                                   | Guadalupiano        | Capitaniano    | 264,28 ± 0,16 |
| Permiano                                                                                   | Guadalupiano        | Wordiano       | 266,9 ± 0,4   |
| Permiano                                                                                   | Guadalupiano        | Roadiano       | 274,4 ± 0,4   |
| Permiano                                                                                   | Cisuraliano         | Kunguriano     | 283,3 ± 0,4   |
| Permiano                                                                                   | Cisuraliano         | Artinskiano    | 290,1 ± 0,26  |
| Permiano                                                                                   | Cisuraliano         | Sakmariano     | 293,52 ± 0,17 |
| Permiano                                                                                   | Cisuraliano         | Asseliano      | 298,9 ± 0,15  |
| Carbonifero                                                                                | Pennsylvaniano      | Gzheliano      | Più antico    |
| Suddivisione del Permiano secondo la Commissione internazionale di stratigrafia dell'IUGS. |                     |                |               |

Nella scala dei tempi geologici il Guadalupiano, detto anche Permiano Medio, è la seconda delle tre serie o epoche geologiche in cui viene suddiviso il periodo Permiano.
Il Guadalupiano va da 270,6 ± 0,7 a 260,4 ± 0,7 milioni di anni fa (Ma). È preceduto dal Cisuraliano  e seguito dal Lopingiano.

## Etimologia
La serie del Guadalupiano deriva il suo nome dai Monti Guadalupe in Texas.
Il concetto di unità litostratigrafica di Guadalupe fu avanzato nella letteratura scientifica già nel 1902 da George H. Girty e proposto ufficialmente nel 1982 da John Bruce Waterhouse.

## Definizioni stratigrafiche e GSSP
La base del Guadalupiano, nonché del piano Roadiano, è fissata alla prima comparsa nei reperti fossili del conodonte Jinogondolella nanginkensis.
Il limite superiore, nonché base del successivo Wuchiapingiano (primo stadio del Lopingiano), è definito dalla comparsa del conodonte Clarkina postbitteri postbitteri.

### GSSP
Il GSSP, lo strato ufficiale di riferimento della Commissione Internazionale di Stratigrafia, è stato identificato in un profilo stratigrafico di un canyon nei Monti Guadalupe in Texas (coordinate: 31° 52' 36,1" N, 104° 52' 36,5" W).

## Suddivisioni
La Commissione Internazionale di Stratigrafia riconosce per il Guadalupiano  la suddivisione in tre  piani o stadi stratigrafici, distribuiti dal più recente al più antico secondo il seguente schema:
- - Capitaniano     (265,8 ± 0,7 - 260,4 ± 0,7 Ma)
  - Wordiano        (268,0 ± 0,7 - 265,8 ± 0,7 Ma)
  - Roadiano        (270,6 ± 0,7 - 268,0 ± 0,7 Ma)